# Leangel Linarez
Leangel Rubén Linarez Meneses (Barinas, 16 juli 1998) is een Venezolaans wielrenner die op de weg zijn gehele carrière rijdt bij Tavfer-Ovos Matinados-Mortágua.

## Carrière
In 2013 kroonde Linarez zich tot Venezolaans kampioen op de weg bij de junioren. Twee jaar later won hij op de nationale kampioenschappen baanwielrennen goud bij de ploegenachtervolging voor junioren, die reed hij samen met Franklin Chacón, Leonel Quintero en Edwin Torres. In 2016 won hij zijn derde medaille op het NK voor elite, bij het omnium moest hij het onderspit delven tegen Manuel Briceño die 32 punten meer verzamelde. In 2022 verscheen hij op de Bolivariaanse Spelen, hier won hij brons op de ploegenachtervolging. Dit onderdeel reed Linarez samen met Jhonny Araujo, Orluis Aular en Ángel Pulgar.
Sinds 2019 rijdt hij bij de Portugese wielerploeg Miranda-Mortágua. In 2022 behaalde hij zijn eerste profzege; hij won de derde etappe in de Ronde van Alentejo. In Ponte de Sor won hij de massasprint. In 2023 en 2024 won hij nogmaals etappes in dezelfde wedstrijd. Evenals in 2024 werd hij Pan-Amerikaans kampioen op de weg, hij finishte drie seconden eerder dan Red Walters.

## Palmares

### Baanwielrennen
| Jaar     | VK                                                           | Overige                                      |
| Junioren | Junioren                                                     | Junioren                                     |
| -------- | ------------------------------------------------------------ | -------------------------------------------- |
| 2015     | ploegenachtervolging · achtervolging · koppelkoers · tijdrit |                                              |
| Elite    |                                                              |                                              |
| 2015     | ploegenachtervolging · tijdrit                               |                                              |
| 2016     | omnium                                                       |                                              |
| 2022     |                                                              | Bolivariaanse Spelen: · ploegenachtervolging |

### Wegwielrennen
2013
 Venezolaans kampioen op de weg, junioren
2022
3e etappe Ronde van Alentejo
 Wegwedstrijd op de Zuid-Amerikaanse Spelen
2023
2e en 5e etappe Ronde van Alentejo
1e en 2e etappe Ronde van Portugal
Grand Tour de Ciclismo de SC
2024
2e etappe Ronde van Alentejo
 Pan-Amerikaans kampioen op de weg, elite

## Ploegen
- 2019 –  Miranda-Mortágua (vanaf 31-7)
- 2020 –  Miranda-Mortágua
- 2021 –  Tavfer-Measindot-Mortágua
- 2022 –  Tavfer-Ovos Matinados-Mortágua
- 2023 –  Tavfer-Ovos Matinados-Mortágua
- 2024 –  Tavfer-Ovos Matinados-Mortágua
- 2025 –  Tavfer-Ovos Matinados-Mortágua